# Эрваш-Тенраш
Эрваш-Тенраш (порт. Ervas Tenras)  —  район (фрегезия) в Португалии,  входит в округ Гуарда. Является составной частью муниципалитета  Пиньел. По старому административному делению входил в провинцию Бейра-Алта. Входит в экономико-статистический  субрегион Бейра-Интериор-Норте, который входит в Центральный регион. Население составляет 157 человек на 2001 год. Занимает площадь 4,87 км².
Покровителем района считается Антоний Великий (порт. Santo antão). 